# Acanthagrion hartei
Acanthagrion hartei là một loài chuồn chuồn kim trong họ Coenagrionidae.
Loài này được xếp vào nhóm loài thiếu dữ liệu trong sách Đỏ của IUCN năm 2006.
Acanthagrion hartei được miêu tả khoa học năm 2005 bởi Muzón & Lozano.